# Ławeczka Mikołaja Kopernika w Olsztynie
Ławeczka Mikołaja Kopernika – znajduje się w Olsztynie na Starym Mieście, u zbiegu ulic Okopowej i Zamkowej, w pobliżu kościoła ewangelicko-augsburskiego. Została odsłonięta w październiku 2003, w ramach obchodów 650-lecia nadania Olsztynowi praw miejskich i 530-lecia urodzin Mikołaja Kopernika.

## Charakterystyka
Autorką pomnika jest olsztyńska rzeźbiarka Urszula Szmyt. Pomnik wykonano w Centrum Rzeźby Polskiej w Orońsku.
Astronom siedzi na ceglanym murku przykrytym marmurową płytą. Ubrany jest w długi płaszcz z futrzanym kołnierzem i półdługimi rękawami. W dłoniach trzyma astrolabium i zwój papieru.